# 会展中心站 (石家庄市)
会展中心站是石家庄地铁1号线的地铁车站，位于中华人民共和国河北省石家庄市正定县新城大街与恒阳路交叉口，于2019年6月26日开通。

## 车站结构
会展中心站位于新城大街与恒阳路交叉口，沿新城大街路西设置，大致呈南北走向，为地下两层岛式站台车站，车站长253米，标准段宽21.1米，车站地下一层为站厅层，地下二层为站台层，站台设置全高站台门。车站北侧设有一条单渡线。
| 地面              | 出入口 | A、B、C、D出入口                                                                                      |
| 地下一层          | 站厅   | 客服中心、自动售票机、验票机                                                                          |
| 地下二层          | 站台   | \| \| \| █ 1号线往福泽（商务中心） \| \| 島式 · 開左邊车门 \| \| \| \| \| \| █ 1号线往西王（东庄） \| |
|                   |        | █ 1号线往福泽（商务中心）                                                                             |
| 島式 · 開左邊车门 |        | |
|                   |        | █ 1号线往西王（东庄）                                                                                 |

## 车站出口
会展中心站共有4个出入口，各出口及周围设施如下所示：
| 出口编号                             | 照片 | 地点                             | 可到达目的地           |
| ------------------------------------ | ---- | -------------------------------- | ---------------------- |
| 出口 · A · 扶手电梯标志              |      | 新城大街（东侧），恒阳路（北侧） | 宝能中心，天山壹方中心 |
| 出口 · B · 扶手电梯标志              |      | 新城大街（东侧），恒阳路（南侧） | 中国铁建花语城         |
| 出口 · C · 升降机标志 · 扶手电梯标志 |      | 新城大街（西侧），恒阳路（南侧） | 石家庄国际会展中心     |
| 出口 · D · 扶手电梯标志              |      | 新城大街（东侧），恒阳路（北侧） | 中心湖公园             |
| 註： 設有 \| 設有扶手電梯            |      |                                  |                        |

## 接驳交通

### 公交车
- 会展中心地铁站：814路，正微2路

## 历史
本站工程名与正式站名均为会展中心站，以车站西侧的石家庄国际会展中心命名。
- 2019年6月26日，本站随1号线二期南段通车开通[1]。
- 2020年1月29日，受新冠疫情影响，车站暂停运营[3]。3月16日，车站恢复运营[4]。
- 2021年1月9日，受新冠疫情影响，车站暂停运营[5]。2月19日，车站恢复运营[6]。
- 2022年8月28日，受新冠疫情影响，车站暂停运营[7]。9月6日，车站恢复运营[8]。